# Eugen Sidorenco
Eugen Sidorenco est un footballeur international moldave né le 19 mars 1989 à Chișinău. Il évolue actuellement au poste de milieu offensif au Milsami Orhei.

## Carrière

### En club
Eugen Sidorenco commence sa carrière en 2007 au FC Zimbru Chișinău. En 2012, il s'engage avec le club israélien de l'Hapoël Nazrat Ilit. Au début de la saison 2013-2014, il signe en Russie au Tom Tomsk. En février 2014, Sidorenco est prêté au Khimik Dzerjinsk puis à l'été 2014, il est prêté à l'Hapoël Nazrat Ilit. Libre de tout contrat, il est définitivement transféré à l'Hapoël Nazrat Ilit en décembre 2015 .

### Sélection nationale
Eugen Sidorenco obtient sa première sélection avec l'équipe de Moldavie le 26 mai 2010 lors d'un match amical contre l'Azerbaïdjan. Le 7 juin 2013, il marque son premier but international lors d'un match des éliminatoires de la Coupe du monde 2014 contre la Pologne. 
Il compte 26 sélections et 7 buts avec l'équipe nationale moldave.
| Buts internationaux d'Eugen Sidorenco | Buts internationaux d'Eugen Sidorenco | Buts internationaux d'Eugen Sidorenco | Buts internationaux d'Eugen Sidorenco | Buts internationaux d'Eugen Sidorenco | Buts internationaux d'Eugen Sidorenco   |
|                                       | Date                                  | Lieu                                  | Adversaire                            | Résultat                              | Compétition                             |
| ------------------------------------- | ------------------------------------- | ------------------------------------- | ------------------------------------- | ------------------------------------- | --------------------------------------- |
| 1.                                    | 7 juin 2013                           | Stade Zimbru, Chişinău                | Pologne                               | 1 - 1                                 | Éliminatoires de la Coupe du monde 2014 |
| 2.                                    | 14 juin 2013                          | Malaya Sportivnaya Arena, Tiraspol    | Kirghizistan                          | 2 - 1                                 | Match amical                            |
| 3.                                    | 14 juin 2013                          | Malaya Sportivnaya Arena, Tiraspol    | Kirghizistan                          | 2 - 1                                 | Match amical                            |
| 4.                                    | 11 octobre 2013                       | Stade Zimbru, Chişinău                | Saint-Marin                           | 3 - 0                                 | Éliminatoires de la Coupe du monde 2014 |
| 5.                                    | 11 octobre 2013                       | Stade Zimbru, Chişinău                | Saint-Marin                           | 3 - 0                                 | Éliminatoires de la Coupe du monde 2014 |
| 6.                                    | 15 octobre 2013                       | Podgorica City Stadium, Podgorica     | Monténégro                            | 2 - 5                                 | Éliminatoires de la Coupe du monde 2014 |
| 7.                                    | 27 mai 2014                           | Stadion SVU Mauer, Ritzing            | Canada                                | 1 - 1                                 | Match amical                            |